# Iourga
Iourga (en russe : Юрга) est une ville de l'oblast de Kemerovo, en Russie, et le centre administratif du raïon de Iourga (Iourguinski raïon). Sa population s'élevait à 77 090 habitants en 2025.

## Géographie
Iourga est arrosée par la rivière Tom et se trouve à 87 km au nord-ouest de Kemerovo.

## Histoire
La ville est née en 1886, mais s'est développée pendant la Seconde Guerre mondiale pour accueillir les usines transférées depuis la partie européenne de l'Union soviétique, afin qu'elles soient hors de portée des avions allemands les plus performants. Pendant la Seconde Guerre mondiale et au cours des années qui suivirent Iourga comprenait un camp de prisonniers de guerre allemands. Ces prisonniers participèrent à la construction de nombreuses maisons de Iourga, dans un style architectural inspiré du sud de l'Allemagne. Ces maisons ont été rénovées et donnent à la ville une touche originale, à côté des nombreux bâtiments de l'ère soviétique. La petite ville a de plus la particularité d'avoir une église paroissiale catholique. Iourga a le statut de ville depuis 1949.

## Population
Recensements (*) ou estimations de la population
| 1959*  | 1970*  | 1979*  | 1989*  |
| ------ | ------ | ------ | ------ |
| 46 556 | 62 092 | 78 298 | 93 202 |

| 2002*  | 2010*  | 2012   | 2013   |
| ------ | ------ | ------ | ------ |
| 85 555 | 81 533 | 81 180 | 81 385 |

## Économie
La principale entreprise est :
- OAO Iourguinski machzavod (ОАО "Юргинский машзавод"), qui fabrique des équipements miniers.

Les autres entreprises de Iourga produisent des matériaux de construction, des produits alimentaires et des meubles.

## Religion
- Église de la Nativité-de-Saint-Jean-Baptiste (orthodoxe)
- Église des Saints-Innocents (orthodoxe)
- Église du Saint-Esprit (catholique)
- Église luthérienne

## Notes et références

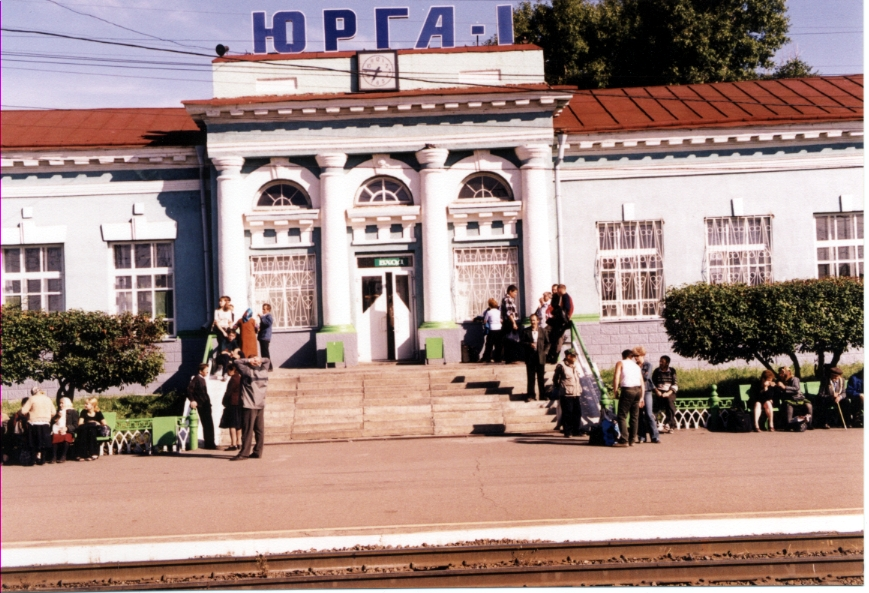
Gare de Iourga sur la ligne du Transsibérien